# مانده موم
ماندهٔ موم یا فوتس‌اویل به عنوان محصول جانبی فرایند تولید پارافین جامد است که در این محصول مقدار زیادی روغن و اسیدهای چرب وجود دارد.
مانده موم در جریان خارج‌سازی روغن از اسلاک واکس یا از مشتق شدن در جریان تولید پارافین نیمه تصفیه شده به دست می‌آید.
این محصول به عنوان ترکیب اجزا یا عوامل ضدآب در تولید محصولات مختلف صنعتی از قبیل شمع، پولیش، کبریت سازی، جوهر و کاغذ کربن مورد استفاده قرار می‌گیرد و به‌طور گسترده در لاستیک سازی صنایع نساجی، چرم، لاستیک، پلاستیک، گریس به کار می‌رود.